# Viện Đại học Vạn Hạnh

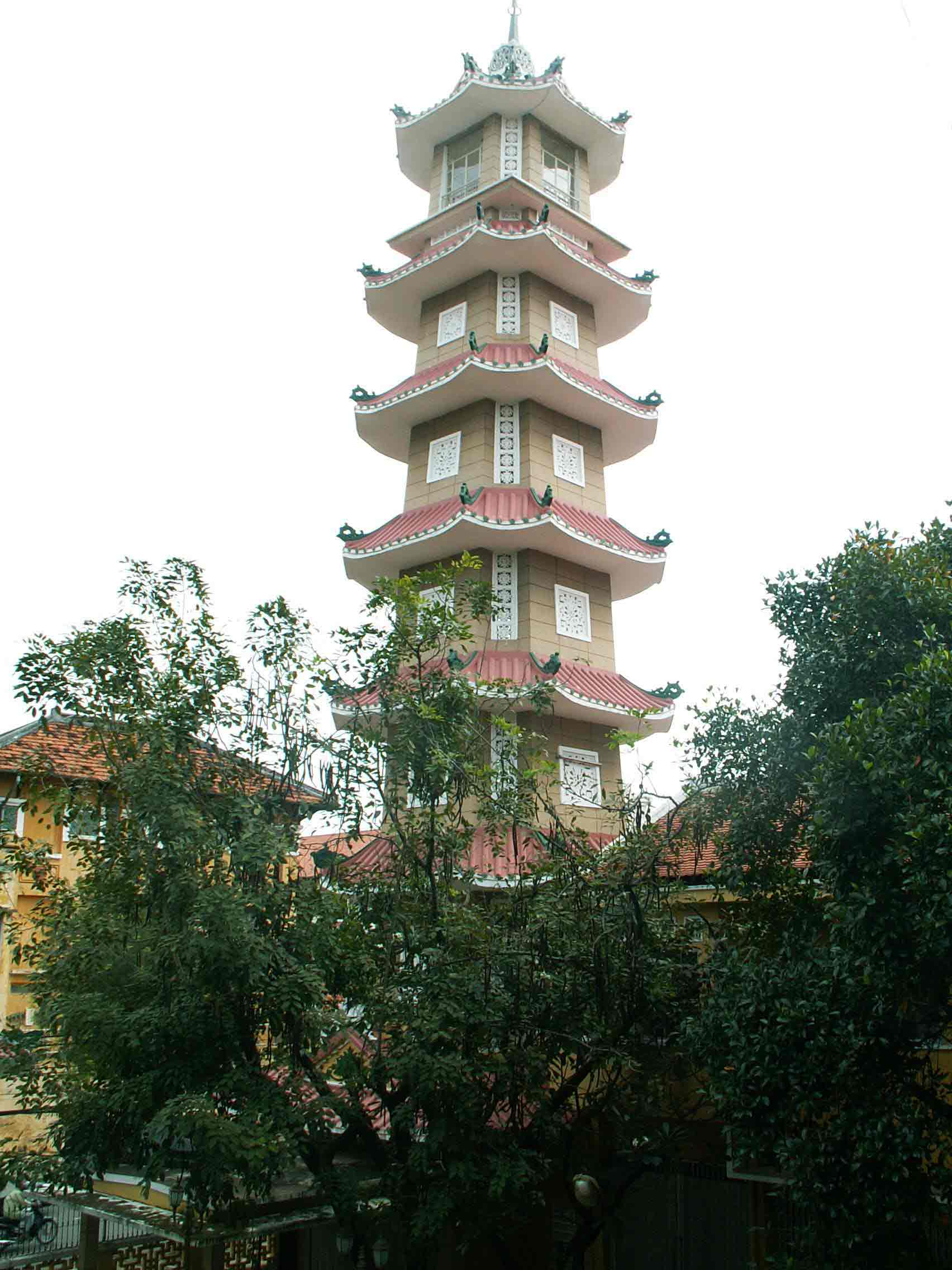
Chùa Xá Lợi, nơi đặt cơ sở đầu tiên của Viện Đại học Vạn Hạnh

Viện Đại học Vạn Hạnh là viện đại học tư thục ở Sài Gòn do Giáo hội Phật giáo Việt Nam Thống nhất thành lập vào năm 1964 dưới chính thể Việt Nam Cộng hoà. Đây là viện đại học tư thục Phật giáo đầu tiên ở Việt Nam. Năm 1975, dưới chính quyền mới, Viện Đại học Vạn Hạnh bị giải thể. Một thành phần sau tổ chức lại thành Thiền viện Vạn Hạnh.

## Lịch sử
| Số liệu sinh viên theo học Viện Đại học Vạn Hạnh | Số liệu sinh viên theo học Viện Đại học Vạn Hạnh |
| Niên học                                         | Số sinh viên                                     |
| ------------------------------------------------ | ------------------------------------------------ |
| 1964-65                                          | 696                                              |
| 1965-66                                          | 435                                              |
| 1966-67                                          | 805                                              |
| 1967-68                                          | 1.813                                            |
| 1968-69                                          | 2.796                                            |
| 1969-70                                          | 3.210                                            |
| 1973                                             | 3.661                                            |

Theo lời của Hòa thượng Thích Thiện Tâm, Phật giáo Việt Nam bắt đấu chấn hưng từ những năm 1920. Trong những thập niên sau đó, 1930, 1940…, lúc đó chưa một vị tu sĩ hay tín đồ Phật giáo Việt Nam nào hình dung Phật giáo Việt Nam sẽ mở một viện đại học đa ngành. Những vị tôn túc và cư sĩ tiên khởi Chấn hưng Phật giáo Việt Nam chỉ mới nói tới mục tiêu giáo dục cao đẳng Phật học cho tu sĩ Phật giáo, còn giáo dục hướng ra xã hội thì chỉ nghĩ đến những trường sơ học. Ý tưởng thành lập viện đại học đa ngành Phật giáo hình thành ngay trong những vị tôn túc lãnh đạo Phật giáo Việt Nam vào cuối những năm 1950, mặc dù hệ thống giáo dục trung học và tiểu học Phật giáo còn rất sơ khai.
Trước năm 1964, Sài Gòn có trường cao đẳng Phật học với tên Phật học Đường Nam Việt thuộc chùa Ấn Quang. Sau cuộc chính biến 1963 và sự ra đời của Giáo hội Phật giáo Việt Nam Thống nhất, chủ trương đào tạo nhân sự và đưa Phật giáo vào cuộc sống thường nhật được Giáo hội xúc tiến qua việc xây dựng một cơ sở giáo dục bậc đại học. Với nỗ lực đó, Viện Đại học Vạn Hạnh được thành lập với hai mục tiêu: xây dựng nhà giáo dục... làm sống dậy lòng tin cho tuổi trẻ... với châm ngôn Duy Tuệ Thị Nghiệp, tức là mọi hoạt động của cơ sở giáo dục này cốt để phát triển trí tuệ. Viện đại học chọn mang tên thiền sư Vạn Hạnh, vị danh tăng Việt Nam thời nhà Lý. Một trong những người sáng lập viện đại học này là Thiền sư Thích Nhất Hạnh., các ông Hồ Hữu Tường – Phó Viện trưởng, Đoàn Viết Hoạt – phụ tá Viện trưởng.
Viện Đại học Vạn Hạnh được Bộ Giáo dục Việt Nam Cộng hòa cấp giấy phép ngày 17 tháng Mười năm 1964, với Thượng tọa Thích Minh Châu làm viện trưởng và Thượng tọa Thích Mãn Giác làm phó viện trưởng. Sĩ số tăng dần mỗi năm.
Sau khi chính quyền Sài Gòn sụp đổ, Viện Đại học Vạn Hạnh vẫn thuộc quyền quản lý của Giáo hội Phật giáo Việt Nam Thống nhất nhưng nhiều nhân sự bị bắt giam như Tuệ Sĩ, Lê Mạnh Thát, Thích nữ Trí Hải..
Năm 1981 khi các tổ chức Phật giáo hợp nhất thành Giáo hội Phật giáo Việt Nam, Viện Đại học Vạn Hạnh thuộc quyền quản lý của Giáo hội Phật giáo Việt Nam. Không lâu sau đó, Giáo hội chỉ còn quản lý Thiền viện Vạn Hạnh; các khoa còn lại chuyển giao cho Trường Đại học Sư phạm Thành phố Hồ Chí Minh. Thiền viện Vạn Hạnh và Thiền viện Quảng Đức hiện nay là hai cơ sở giáo dục của Giáo hội Phật giáo Việt Nam tại miền Nam.

## Khuôn viên & Giáo trình
| Phân khoa và Ban của Viện Đại học Vạn Hạnh | Phân khoa và Ban của Viện Đại học Vạn Hạnh | Phân khoa và Ban của Viện Đại học Vạn Hạnh |
| Phân khoa                                  | Ban                                        | Năm thành lập                              |
| ------------------------------------------ | ------------------------------------------ | ------------------------------------------ |
| Phật học                                   |                                            | 1964                                       |
| Văn học & Nhân văn                         |                                            | 1964                                       |
|                                            | Văn học Việt Nam                           |                                            |
|                                            | Đông phương                                |                                            |
|                                            | Triết học                                  |                                            |
|                                            | Tâm lý học & Thực nghiệm                   |                                            |
|                                            | Sử địa                                     |                                            |
|                                            | Văn học Anh Mỹ                             |                                            |
|                                            | Báo chí học                                |                                            |
| Khoa học Xã hội                            |                                            | 1967                                       |
|                                            | Xã hội học                                 |                                            |
|                                            | Chánh trị học                              |                                            |
|                                            | Kinh tế học                                |                                            |
|                                            | Thương mại học                             |                                            |
|                                            | Nhân chủng học                             |                                            |
| Giáo dục                                   |                                            | 1970                                       |
| Khoa học ứng dụng                          |                                            | 1973                                       |

Viện Đại học Vạn Hạnh nguyên thủy đặt cơ sở ở chùa Xá Lợi và chùa Pháp Hội nhưng đến năm 1966 thì chuyển sang địa điểm xây mới cất ở số 222 đường Trương Minh Giảng (sau năm 1975 có tên là đường Lê Văn Sĩ), Quận 3, Sài Gòn. Cũng năm đó mở Trung tâm Ngôn ngữ trực thuộc viện đại học, gồm bốn ban: Ban Anh ngữ, Ban Pháp ngữ, Ban Đức ngữ và Ban Nhật ngữ.
Niên khóa đầu tiên khai giảng vào năm 1964-1965 có hai phân khoa đại học: Phật học và Văn học & Nhân văn với 696 sinh viên ghi danh. Năm 1967 thêm phân khoa Khoa học Xã hội. Phân khoa Văn học và Khoa học nhân văn gồm có 7 Ban như: Ban Văn học Việt Nam, Ban Đông phương, Ban Triết học, Ban Tâm lý học và thực nghiệm, Ban Sử Địa, Ban Văn học Anh Mỹ và Ban Báo chí học. Phân khoa Khoa học xã hội, gồm có 5 Ban: Ban Xã hội học, Ban Chánh trị học, Ban Kinh tế học, Ban Thương mại học và Ban Nhân chủng học. Năm 1970 lại thêm phân khoa Giáo dục. Năm 1973 thì thêm phân khoa thứ năm: Khoa học Ứng dụng. Phân khoa này có cơ sở riêng tọa lạc ở Phú Nhuận, Gia Định. Số lượng sinh viên năm 1973 là 3.661 sinh viên.
Thư viện của viện đại học có hơn 25.000 đầu sách, chia thành phân bộ Phật học và Thế học. Ngoài văn tịch tiếng Việt, thư viện còn có nhiều kinh sách tiếng Bắc Phạn, Nam Phạn, Hoa, Nhật, Anh, Pháp, Đức trong đó nhiều bộ kinh Phật giáo.
Viện còn cho thành lập các câu lạc bộ trực thuộc viện như: Câu lạc bộ thiền tập, võ thuật, âm nhạc, thi ca, thư quán Vạn Hạnh, v.v… để sinh viên có cơ hội học hỏi, giao lưu, phát triển thể chất lẫn tinh thần.

## Ấn phẩm
Một thành tựu đáng kể là việc thành lập Ban Tu thư Viện Đại học Vạn Hạnh với nhiệm vụ san định sách cổ và chuyển ngữ các ấn phẩm ngoại ngữ về Phật giáo. Một số tác phẩm giá trị được in ra như Khương Tăng Hội toàn tập, Lục Độ Tập Kinh và lịch sử khởi nguyên dân tộc ta của Trí Siêu Lê Mạnh Thát; Tiểu thừa Phật giáo tư tưởng luận do Thích Quảng Độ dịch; Tư tưởng Phật học của Thích Nữ Trí Hải; Câu chuyện triết học do Bửu Đích dịch và Thắng pháp tập yếu luận do Thích Minh Châu soạn.
Viện Đại học Vạn Hạnh còn cho xuất bản tạp chí nghiên cứu Tư tưởng, với trọng tâm là các đề tài Phật học, triết học, văn hóa, và giáo dục. Tạp chí này có mặt từ năm 1967 đến năm 1975 thì đình bản.

## Dự án tái lập
Theo Tiến sĩ Lê Mạnh Thát, từ năm 2001 đã có dự án tái lập Viện Đại học Vạn Hạnh. Theo dự định Viện Đại học Vạn Hạnh sẽ có 10 phân khoa đại học: Phật học, Văn khoa, Luật khoa, Khoa học Tự nhiên, Khoa học Xã hội, Kỹ thuật, Y Dược, Nông nghiệp, Kiến trúc, và Giáo dục. Sự mong muốn đó không thành.
Tính đến năm 2019 cơ sở được giấy phép hoạt động là Học viện Phật giáo Việt Nam.

## Nhân vật liên quan
- Hồ Hữu Tường: Phó Viện trưởng Viện Đại học
- Thích Minh Châu: Viện trưởng
- Thích Nhất Hạnh
- Đoàn Viết Hoạt: phụ tá Viện trưởng Viện Đại học
- Minh Đức Hoài Trinh: giảng viên

## Liên kết
- Tư Tưởng (tạp chí, 1967-1975), cơ quan luận thuyết của Viện Đại học Vạn Hạnh.
- Trang ảnh cơ sở Viện Đại học Vạn Hạnh vào năm 2004
- Trang nhà Hội Ái hữu Cựu Sinh viên Viện Đại học Vạn Hạnh Lưu trữ ngày 4 tháng 2 năm 2009 tại Wayback Machine
- Trang ghi lại kỷ niệm Viện Đại học Vạn Hạnh Lưu trữ ngày 31 tháng 5 năm 2009 tại Wayback Machine